# الخطوط الجوية المتحدة الرحلة 553
يونايتد إيرلاينز الرحلة 553 طائرة بوينغ 737-222 كانت تحمل علي متنها 55 راكبا و6 من أفراد الطاقم في رحلة طيران من واشنطن العاصمة إلي أوماها عبر شيكاغو في 8 ديسمبر 1972 بقيادة الكابتن ويندل لويس وايتهوس البالغ من العمر 44 عاما ذات خبرة لمدة 21 عاما والمساعد أول والتر كوبل البالغ من العمر 43 عاما ذات خبرة لمدة 20 عاما والمساعد الثاني باري إلدر البالغ من العمر 31 عاما ذات خبرة لمدة 8 سنوات وخلال الاقتراب من المطار كان الكابتن ويندل وايتهوس أخطا بنسيان إغلاق مثبط الرفع للطائرة وتحطمت الطائرة في منازل شارعي 70 ويست و71 ويست علي بعد 2 كم (1.3 ميل) من مطار شيكاغو ميدواي الدولي وقتل 45 شخصا من بينهم 2 علي الأرض ومن بين الركاب والطاقم الذين قتلوا في التحطم الكابتن ويندل لويس وايتهوس والمساعد أول والتر كوبل والمساعد الثاني باري إلدر وعضو الكونغرس بولاية إلينوي جورج كولينز ودوروثي هانت زوجة متأمر فضيحة ووترغيت هوارد هانت وأول مراسلة شبكة سي بي اس نيوز أمريكية من أصل إفريقية ميشيل كلارك وألكس كريل طبيب العيون من جامعة شيكاغو ونجا 18 شخصا علي متن الطائرة وكانت تلك أول حادثة مميتة لدي تاريخ طائرات بوينغ 737.
‌